# José Manuel Neto (guitarrista)
José Manuel Neto (Lisboa, 29 de Outubro de 1972) é um compositor e intérprete de guitarra portuguesa, filho da fadista Deolinda Maria. Tocou com Mariza, Carlos do Carmo, Camané, Mísia e Ana Moura, entre outros. 
Em 2004, recebeu o “Prémio Francisco Carvalhinho” para melhor instrumentista da Casa de Imprensa, durante o espetáculo da Grande Noite do Fado desse ano e, em 2008, ganhou o “Prémio Melhor Instrumentista” da Fundação Amália Rodrigues.
Em 2016 lançou o seu primeiro álbum a solo, Tons de Lisboa, o primeiro da editora Museu do Fado Discos.

## Biografia
Nasceu em Lisboa, a 29 de Outubro de 1972.

## Obras

### Álbuns de José Manuel Neto
- Tons de Lisboa (Museu do Fado Discos), 2016.

### Artigos
- «Museu do Fado - Personalidades - José Manuel Neto»
- «José Manuel Neto mostra a voz singular da sua guitarra no palco do CCB (Nuno Pacheco)». , Público, 2016
- «José Manuel Neto - Agora a solo (André Rosa)». , Visão, 2016
- «Museu do Fado apresenta Arquivo Sonoro Digital e chancela discográfica (Agência Lusa)». , Observador, 2016
- «Mariza vai dar a volta ao "Mundo" nos Coliseus do Porto e Lisboa, em novembro (José Coelho/EPA)». , Observador, 2016
- «José Manuel Neto pintou o Castelo de S.Jorge com "Tons de Lisboa"». , Jornal Hardmusica, 2016
- «José Manuel Neto em tons de solo». , Público, 2016
- «José Manuel Neto: "Os sons que podemos tirar da guitarra portuguesa são infinitos"». , Diário de Notícias, 2016